# مکس پین (مجموعه بازی)

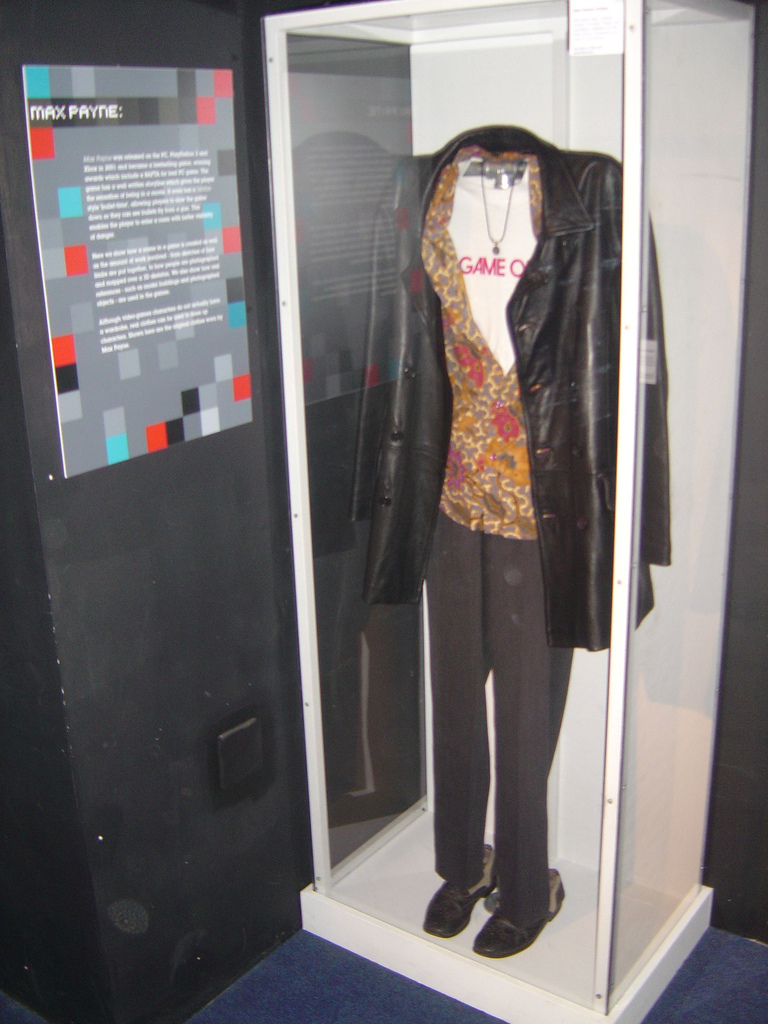
لباس کارکتر این بازی

مکس پین (به انگلیسی: Max Payne) عنوان یک مجموعه بازی ویدئویی در سبک تیراندازی سوم شخص است که توسط شرکت رمدی انترتینمنت (مکس پین ۱ و ۲) و راک‌استار استودیوز (مکس پین ۳) طراحی و ساخته می‌شود. نام بازی، برگرفته از شخصیت اصلی بازی، مکس پین که یک پلیس اهل نیویورک می‌باشد. مکس پین بعد از اینکه خانواده اش توسط فروشندگان مواد مخدر کشته شدند به یک کارگاه پلیس خودخوانده تبدیل می‌شود. بازی مکس پین ۱ و ۲ توسط داستان‌نویس اصلی این سری، سم لیک نوشته شد و مکس ۳ توسط دن هوسر و شرکت راکستارگیمز نوشته شده‌است.
اولین بازی مکس پین در سال ۲۰۰۱ برای مایکروسافت ویندوز و در سال ۲۰۰۲ برای ایکس باکس، پلی استیشن ۲ و اپل مکینتاش منتشر شد. نسخه دیگری از بازی برای گیم بوی ادونس در سال ۲۰۰۳ منتشر شد. مکس پین ۲ تحت عنوان مکس پین ۲: سقوط مکس پین در سال ۲۰۰۳ برای ایکس باکس، پلی استیشن ۲ و مایکروسافت ویندوز منتشر شد. در سال ۲۰۰۸، فیلمی بر اساس بازی مکس پین، تحت عنوان مکس پین منتشر شد و توسط فاکس قرن بیستم توزیع شد، که به ترتیب توسط مارک والبرگ و میلا کونیس در نقش‌های مکس پین و مونا ساکس قرار گرفت. مکس پین ۳، توسط راک‌استار استودیوز توسعه داده شد و در تاریخ ۱۵ مه ۲۰۱۲ برای ایکس باکس ۳۶۰ و پلی استیشن ۳ و در تاریخ ۱ ژوئن ۲۰۱۲ برای مایکروسافت ویندوز منتشر شد.
از سال ۲۰۱۱، طبق آرا، مکس پین بیش از ۷٫۵ میلیون نسخه فروخته‌است. انتشار فیلم مکس پین نیز نظرات منفی دریافت کرد اما موفقیت‌آمیز بود.

## داستان
در یک عصر یکی از آخرین روزهای پاییزی به ظاهر خوشایند مکس به خانه بازمی‌گردد درحالی که قول داده‌است که سیگار را ترک کند و وقت بیشتری را برای همسر و دخترش اختصاص دهد.
به محض اینکه وارد خانه می‌شود حس بدی او را فرامی‌گیرد و این حس با دیدن یک طرح تتو مانند عجیب برای دیوار خانه‌اش قوی تر شده و حالا او دیگر مطمئن شده که افرادی وارد خانه‌اش شده‌اند در این حال یک تلفن از یک زنی ناشناس دریافت می‌کند مکس به او می‌گوید که چه در جریان است اما ان زن هیچ کمکی به او نمی‌کند او بلافاصله به طبقه دوم می‌رود در حالی که صدای زنش را در حال جیغ کشیدن می‌شنود ناگهان مردی در لباسی آزمایشگاهی از در اتاق دخترش بیرون می‌آید و تفنگش را به سمت مکس نشانه میگرد مکس او را درجا می‌کشد و وارد اتاق دختر خردسالش می‌شود اما او را مرده می‌یابد و وقتی به اتاق زنش وارد می‌شود زنش را نیز همانند دخترش مرده میابد.
این ماجرا برای سه سال پیش بود بعد از مراسم عزا مکس به دوستش الکس بلدر می‌گوید که مایل است به پلیس مبارزه با مواد مخدر بپیوندد. قاتل‌ها تنها واسطه‌ای بودند و کسان دیگری هم در این ماجرا نقش داشته‌اند ان قاتلان مقدار زیادی داروی والکیر (Valkyr) در خونشان موجود بود یک ماده مخدر توهم زا.
پیدا کردن یک سرنخ در پرونده والکیر به سه سال می‌کشد و در نهایت سه ماه پیش یک خبرچین به مکس دربارهٔ جک لوپینو (Jack Lupino) می‌گوید یکی از سران مافیای خانواده دان پانچوالینو که این دارو را قاچاق می‌کند و در نهایت مکس به‌طور پنهانی عضو این گروه می‌شود.
روزی او پیغامی از دوست دیگرش به نام بی.بی (B.B) دریافت می‌کند که می‌گوید الکس می‌خواهد مکس را در. ایستگاه قطار روسکو (Roscoe street station) ببیند؛ مکس آماده می‌شود که به آنجا برود ولی …

## بازی‌های ویدئویی
- مکس پین
- مکس پین ۲: سقوط مکس پین
- مکس پین ۳

## فیلم‌های سینمایی
مکس پین (فیلم)

### فیلم رسمی
در ابتدای سال ۲۰۰۳ میلادی تأیید شد که شرکت فیلم‌سازی فاکس قرن بیستم امتیاز ساخت فیلمی بر مبنای این مجموعه بازی‌ها را خریده‌است.